# Schilbeidae
Schilbeidae (pisane też: Schilbidae) – rodzina słodkowodnych ryb sumokształtnych (Siluriformes). Obejmuje ponad 30 gatunków.

## Zasięg występowania
Afryka. Najczęściej spotykane w otwartej toni wodnej.

## Cechy charakterystyczne
Płetwa grzbietowa z krótką podstawą i z kolcem (u Parailia nie występuje). Płetwa tłuszczowa zwykle występuje. Płetwa odbytowa bardzo długa, ale niezrośnięta z ogonową. Większość gatunków ma 4 pary wąsików.

## Klasyfikacja
Rodzaje zaliczane do Schilbeidae:
- Irvineia — Parailia — Pareutropius — Schilbe — Siluranodon

Rodzajem typowym jest Schilbe.